# カドー語
カドー語（カドーご、カドー語: Hasí:nay、英: Caddo language）は、カド諸語に属する言語である。カドの人々により話されている言語である。